# Локомотив (стадион, Полтава)
«Локомотив» — стадион в Полтаве. Вмещает 3700 зрителей.

## История
Стадион «Локомотив» был построен в Полтаве на Подоле в 1937 году. Во время войны был полностью разрушен. Отстроен заново в 1949 году.
В 1975 году стадион был реконструирован. В советское время стадион была спортивной базой местного тепловозоремонтного завода. Кроме футбольного поля, на территории находились площадки для игры в городки, баскетбол и волейбол. Также было пять стометровых дорожек, секторы для прыжков в длину и высоту. Зимой на арене заливался каток и две хоккейные площадки.
В середине 90-х на стадионе свои матчи проводила Ворскла, дебютировавшая тогда в элите украинского футбола.

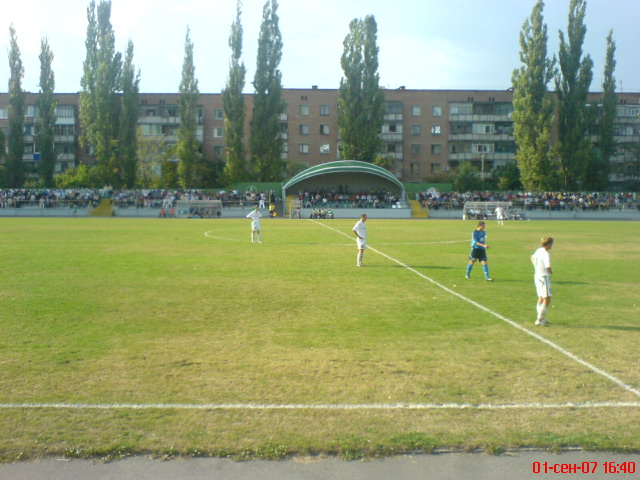
Центральная трибуна в 2007 году

В конце 90-х — начале 2000-х стадион находился в запущенном состоянии. В 2004 году Полтавский завод медицинского стекла реконструирует и берёт в аренду стадион. В тот период в основном проходили матчи на первенство города.

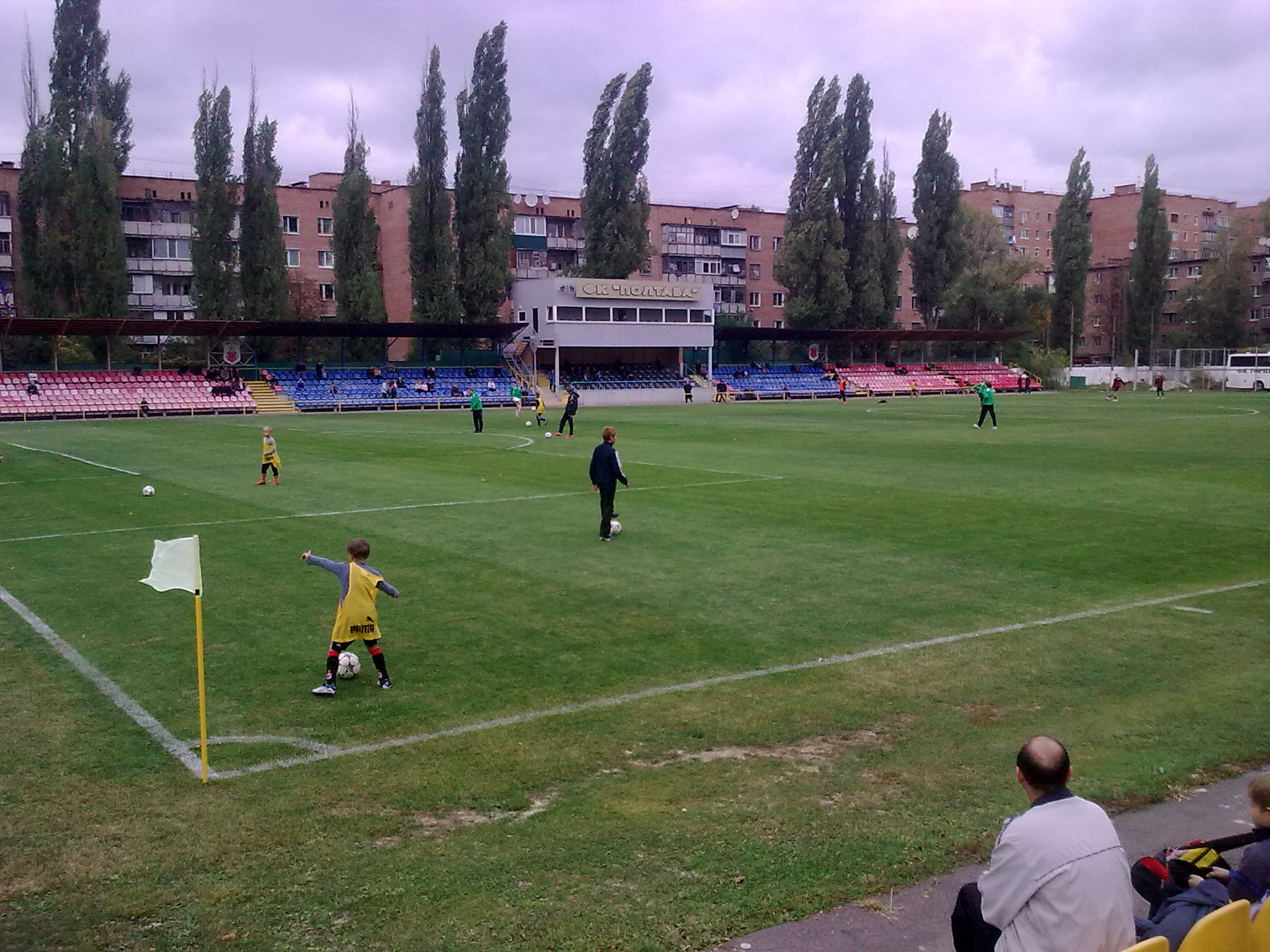
Центральная трибуна в 2011 году

С появлениям ФК Полтава на стадион вернулся и профессиональный футбол. В 2008 году стадион был полностью реконструирован: было установлено 2500 индивидуальных пластиковых кресел, введена в эксплуатацию VIP-трибуна для почетных гостей. Реконструкцию профинансировал президент клуба Леонид Соболев.
В 2015 году ООО «Современный дом» в очередной раз реконструирует стадион, вместимость увеличена на 1200 мест и составляет сейчас 3700 мест.
В планах было возвести трехэтажное административное здание на центральном входе арены, где размещались бы судейские комнаты и раздевалки, административные помещения, новая зона для почетных гостей. Строительство стартовало в 2018 году, несколько раз замораживалось, и на начало 2023 года так и не завершено.